# インフィルム
インフィルムは、ハリウッド映画産業と映画愛好家、映画関係者を結びつける活動をする国際映画協会である。プログラムは特殊効果、ハリウッドでワーキング、映画愛好家などにフォーカスを当てている。スピルバーグや、ヒッチコック、コッポラなどの監督作品の舞台裏を覗いたり、ワーナー・ブラザース、ソニー・ピクチャーズ・エンタテインメントを訪問。映画の歴史的スポット、プロデューサーとの対談、サプライズイベントといった内容のプログラムを提供している。プログラムはロサンジェルス、ハリウッドを中心として展開される。